# ダニーラ・ゴヴォリーラ王
『ダニーラ・ゴヴォリーラ王』（ダニーラ・ゴヴォリーラおう。Knjaz'Danila-Govorila）は、ロシアの民話である。

## あらすじ
年とった女王が息子に指輪を渡し「この指輪の合う娘と結婚するように」と遺言して亡くなった。王子は母の遺言に従って花嫁を探したが、国中を巡っても指輪の合う娘は見つからなかった。妹の王女が試しに指輪をはめてみたところ、指輪は王女の指にぴたりと合った。王子は喜び、嫌がる妹をよそに婚礼の準備を始めてしまった。王女が悲しんで泣いていると老婆が通りかかった。王女は老婆たちを招き入れて食べ物をふるまった。老婆は王女の泣いている訳を尋ね、するべきことを教えると立ち去った。老婆に言われたとおりにすると、大地が二つに裂けて王女はその中に飲み込まれてしまった。
王女が地面の下を歩いて行くと一軒の小屋を見つけた。小屋の中には美しい娘が座っていた。娘は王女を優しく迎えたが、その娘の母は魔女であり、魔女が帰ってきたら二人ともひどい目に遭わされるという。魔女が帰る時間になると、娘は王女に魔法をかけて一本の針に変えてしまい、その針を白樺の箒に刺し込んで部屋の隅に立てかけた。娘が王女を片付けてしまうと魔女が帰ってきて「人の匂いがする」と言ったが、娘は嘘を言って誤魔化した。魔女は小言を言ってまた出掛けていったが、その後もたびたび帰ってきて部屋の中を嗅ぎまわるのだった。王女は魔女が出掛けている間だけ人間に戻してもらい、魔女が帰ってくるときはまた針に変えられて箒の中でじっとしていた。そんなことを繰り返しているうちにだしぬけに魔女が帰って来て、王女は魔女に見つかってしまった。
魔女はババ・ヤガーでおぞましい姿をしていた。魔女は大きなシャベルを持ち出して王女をその上に載せ、熱したかまどの中に入れようとした。しかし王女が片足を炉の外に踏ん張って入るまいとするので、魔女は怒り、手本として自分がシャベルに座って両足をそろえて前に突き出して見せた。その瞬間、王女と娘は大急ぎで魔女をかまどの中に押し込んでふたを閉め、ハンカチと刷毛と櫛を持って逃げだした。
散々走ってから後ろを見ると、かまどから抜け出した魔女が追ってきていた。娘たちが刷毛を投げるとびっしり葦の茂った広大な野原に変わった。次に櫛を投げると蠅も飛び越せないような森が現れた。それでも魔女は道を開いて近くまで迫ってきた。二人の娘は逃げ場を失い、最後に金糸で刺繍したハンカチを投げた。それは深く広い火の海に変わった。魔女はこれを跳び越えようとしたが、火の中に落ちて燃えてしまった。
行き場を失った二人の娘を兄王子の家来が見つけたが、王子の妹を見分けることが出来なかった。二人の娘は瓜二つで、報告を受けてやってきた王子も妹を見分けられなかった。王子が頭を抱えていると、家来が王子の脇腹を刺すふりをした。王子も殺されたふりをしてその場で倒れた。王女は兄が殺されたと思ってすがりつき泣いて悲しんだ。すると王子は立ち上がり妹を抱きしめた。
それから、彼は妹を立派な男に嫁がせてやり、自分は妹と一緒に来た娘を妻に迎えた。と言うのも、この娘の指に例の指輪がぴったり合ったからである。それから二人は幸せに暮らした。